# Epicypta proxima
Epicypta proxima är en tvåvingeart som beskrevs av Loïc Matile 1973. Epicypta proxima ingår i släktet Epicypta och familjen svampmyggor. Inga underarter finns listade i Catalogue of Life.